# つむぐもの
『つむぐもの』は2016年3月公開の日本の映画。監督は犬童一利、主演は石倉三郎、キム・コッピ。

## 概要
介護を通して、言語も文化も世代も価値観も異なる主人公2人が深い絆を築く過程を描いている。撮影は越前和紙作りも行われている福井県丹南地域と、世界遺産百済考古遺跡のある韓国の扶餘郡（プヨぐん）で行なわれた。
本作のチラシと全国共通前売券は越前和紙を使って印刷された。

## あらすじ
ワーキングホリデーで韓国から日本へとやってきた韓国人女性ヨナ。元々は越前和紙作りの手伝いをするはずだった。しかし、一人暮らしの和紙職人剛生が脳腫瘍で倒れてしまったことにより、彼女は急遽彼の介護をすることになった。しかし、頑固な剛生は「他人の手なんか、絶対に借りるもんか」と悪態をつく…

## キャスト
- 越前和紙職人 剛生（たけお） - 石倉三郎
- 韓国娘 ヨナ - キム・コッピ
- 新人介護士 涼香 - 吉岡里帆
- 見習い和紙職人 宇野 - 森永悠希
- 施設長 山下 - 宇野祥平
- 介護福祉士 蓉子 - 内田慈
- 和紙組合理事長 石川 - 日野陽仁
- ヨナの案内人 金田 - 隆（りゅん）
- ケアマネージャー - 本多章一
- 剛生の息子 巧也 - 結城貴史
- 巧也の妻 尚実 - 広澤草
- 看護師 麻里 - 伊東愛（まな）
- 博物館のガイド - チェ・ヨナ

## 主題歌
- 月の砂漠[4] - 作詞：もりちよこ、作曲：ユ・ヘジュン、編曲:ただすけ、歌：城南海。アルバム『尊々加那志 〜トウトガナシ〜』（2015年11月4日発売。ポニーキャニオン PCCA-4286）所収。

## スタッフ
- 監督 - 犬童一利
- 脚本 - 守口悠介
- 企画・製作統括 - 梅田一宏
- エグゼクティブプロデューサー - 吉田ときお、前田紘孝
- プロデューサー - 前信介
- 撮影 - 伊集守忠
- 照明 - 大久保礼司
- 録音 - 根本飛鳥
- 美術 - 吉川都和
- 衣装 - 中橋じゅん
- ヘアメイク-堀奈津子
- 制作プロダクション - ソウルエイジ
- 配給・宣伝 - マジックアワー

## 映画祭出品
- 第11回大阪アジアン映画祭 コンペティション部門